# Außergewöhnliche Sendung

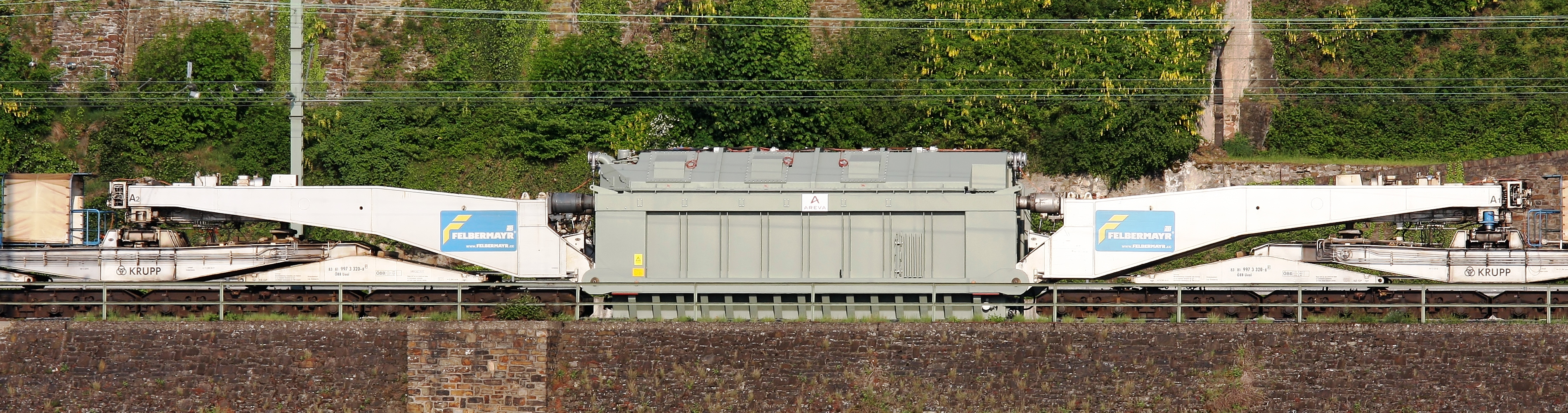
Ein Transformator als außergewöhnliche Sendung, transportiert in einem Tragschnabelwagen der ÖBB im Bahnhof Koblenz-Ehrenbreitstein.

Eine außergewöhnliche Sendung (auSend) ist bei der Bahn die Möglichkeit, etwas zu transportieren, das betrieblich und/oder technisch Probleme verursacht.
Eine Sendung gilt als außergewöhnlich, wenn sie wegen ihrer äußeren Abmessungen, ihres Gewichtes oder ihrer Beschaffenheit mit Rücksicht auf die Bahnanlagen oder Wagen einer der am Transport beteiligten Bahnen besondere Schwierigkeiten verursacht und deshalb nur unter besonderen technischen oder betrieblichen Bedingungen zugelassen werden kann. 
Dies kann sein: 
- Metergewicht und/oder Achslast der zu befahrenden Strecken wird überschritten.
- Die Sendung überschreitet das Lademaß einer zu befahrenden Strecke.
- Starre Ladung, die auf mehreren Wagen verladen ist.
- Biegsame Ladungen, die länger als 36 m sind (nur bei gewissen Bahnen).
- Ungenügend gesicherte Ladungen, auch Ladungen, die eine besonders vorsichtige Behandlung erfordern (Ablauf- und Abstoßverbot).
- Wagen, die als Fracht auf eigenen Rädern durch ein Land verkehren, wo keine Zulassung vorhanden ist (kein RIV-RIC-Zeichen).
- Wagen mit mehr als 8 Achsen, wenn sie beladen sind.
- Wagen, die Eisenbahnfähren befahren, aber nicht alle Vorgaben dafür erfüllen.
- Ladung, die umgeladen werden muss und mehr als 25 t wiegt oder auf Spezialwagen verladen ist.

Außergewöhnliche Sendungen können nicht unter normalen Bedingungen angenommen werden und müssen deshalb vorher abgeklärt werden.
Die internationale Definition finden sich in den UIC-Verladerichtlinien Band 1, Kapitel 7.
Diese Sendungen sind oft an Wochenenden als Sonderzüge unterwegs und können für Aufsehen sorgen, wenn sie gewisse Dimensionen erreichen. So werden über 250 t schwere Leistungstransformatoren mit 24- bis 36-achsigen Spezialgüterwagen transportiert. Eine außergewöhnliche Sendung kann aber auch in einem normalen Güterzug mitfahren, wenn die Einschränkungen nur in Rangieranlagen zur Geltung kommen, oder den Betriebsablauf nicht stören – zum Beispiel wenn eine Brücke nur mit verminderter Geschwindigkeit befahren werden darf.